# Bryan Bulaga
Bryan Joseph Bulaga (* 21. März 1989 in Barrington, Illinois) ist ein ehemaliger US-amerikanischer American-Football-Spieler in der National Football League (NFL). Er spielte als Offensive Tackle neun Jahre lang für die Green Bay Packers und zwei Jahre lang für die Los Angeles Chargers.

## College
Bulaga besuchte die University of Iowa und spielte für deren Mannschaft, die Hawkeyes, auf mehreren Positionen in der Offensive Line erfolgreich College Football. Er wurde in diverse Auswahlteams aufgenommen und erhielt mehrere Auszeichnungen.

## NFL

### Green Bay Packers
Bulaga wurde beim NFL Draft 2010 in der ersten Runde als insgesamt 23. Spieler von den Green Bay Packers ausgewählt. In seiner Rookie-Saison kam er in allen Spielen zum Einsatz. Seit der fünften Partie lief er als Starter auf, so auch im Super Bowl XLV, den die Packers gegen die Pittsburgh Steelers gewinnen konnten. Bulaga war mit 21 Jahren und 322 Tagen der jüngste Spieler, der jemals in einem Super Bowl zum Einsatz kam.
Auch in den folgenden Jahren war er fixer Bestandteil der Offensive Line seines Teams, nur 2013 fiel er die ganze Saison wegen eines Kreuzbandrisses aus.
2015 wurde sein Vertrag um weitere 5 Jahre verlängert.
2017 war die Spielzeit für Bulaga nach einer Knieverletzung nach fünf Partien zu Ende.
Die beiden folgenden Saisonen kam er in 24 bzw. in allen 16 Partien zum Einsatz.

### Los Angeles Chargers
Zur Saison 2020 schloss sich Bulaga den Los Angeles Chargers an, die ihm einen Dreijahresvertrag über 30 Millionen Dollar gaben. Verletzungsbedingt kam er in zwei Jahren nur in elf Spielen zum Einsatz, woraufhin die Chargers ihn im März 2022 entließen.

### Karriereende
Am 16. November 2023 beendete Bulaga seine Karriere offiziell als Mitglied der Packers.